# Ла Фрата (Парма)
Ла Фрата је насеље у Италији у округу Парма, региону Емилија-Ромања.
Према процени из 2011. у насељу је живело 117 становника. Насеље се налази на надморској висини од 119 м.